# Rhipiduridae
I Ripiduridi (Rhipiduridae Sundevall, 1872) sono una famiglia di uccelli passeriformi .

## Tassonomia
La famiglia comprende 50 specie in 3 generi
- Rhipidura Vigors & Horsfield, 1827
  - Rhipidura superciliaris (Sharpe, 1877)
  - Rhipidura samarensis (Steere, 1890)
  - Rhipidura cyaniceps (Cassin, 1855)
  - Rhipidura sauli Bourns & Worcester, 1894
  - Rhipidura albiventris (Sharpe, 1877)
  - Rhipidura albicollis (Vieillot, 1818)
  - Rhipidura albogularis (Lesson, 1832)
  - Rhipidura euryura S.Müller, , 1843
  - Rhipidura aureola Lesson, 1831
  - Rhipidura javanica (Sparrman, 1788)
  - Rhipidura nigritorquis Vigors, 1831
  - Rhipidura perlata S.Müller, , 1843
  - Rhipidura leucophrys (Latham, 1801)
  - Rhipidura diluta Wallace, 1864
  - Rhipidura fuscorufa P.L.Sclater, 1883
  - Rhipidura rufiventris (Vieillot, 1818)
  - Rhipidura cockerelli (E.P.Ramsay, 1879)
  - Rhipidura threnothorax S.Müller, , 1843
  - Rhipidura maculipectus G.R.Gray, 1858
  - Rhipidura leucothorax Salvadori, 1874
  - Rhipidura atra Salvadori, 1876
  - Rhipidura hyperythra G.R.Gray, 1858
  - Rhipidura albolimbata Salvadori, 1874
  - Rhipidura albiscapa Gould, 1840
  - Rhipidura fuliginosa (Sparrman, 1787)
  - Rhipidura phasiana De Vis, 1885
  - Rhipidura drownei Mayr, 1931
  - Rhipidura tenebrosa E.P.Ramsay, 1882
  - Rhipidura rennelliana Mayr, 1931
  - Rhipidura verreauxi Marie, 1870
  - Rhipidura personata E.P.Ramsay, 1875
  - Rhipidura nebulosa Peale, 1848
  - Rhipidura phoenicura S.Müller, , 1843
  - Rhipidura nigrocinnamomea Hartert, 1903
  - Rhipidura brachyrhyncha Schlegel, 1871
  - Rhipidura lepida Hartlaub & Finsch, 1868
  - Rhipidura dedemi van Oort, 1911
  - Rhipidura superflua Hartert, 1899
  - Rhipidura teysmanni Büttikofer, 1892
  - Rhipidura opistherythra P.L.Sclater, 1883
  - Rhipidura rufidorsa A.B.Meyer, 1874
  - Rhipidura dahli Reichenow, 1897
  - Rhipidura matthiae Heinroth, 1902
  - Rhipidura malaitae Mayr, 1931
  - Rhipidura semirubra P.L.Sclater, 1877
  - Rhipidura rufifrons (Latham, 1801)
  - Rhipidura kubaryi Finsch, 1876
  - Rhipidura dryas Gould, 1843
- Lamprolia Finsch, 1874
  - Lamprolia victoriae Finsch, 1874
- Chaetorhynchus A.B.Meyer, 1874
  - Chaetorhynchus papuensis A.B.Meyer, 1874